# 杨安妃
莊僖端肅安妃，亦稱為楊安妃（1414年7月18日—1487年11月12日），遼陽人，楊伯顏之女，金吾右衛指揮同知楊廣之侄女。明朝明英宗朱祁鎮之妃，生崇德公主。

## 生平
綜合《英廟莊僖端肅安妃壙志》及《明實錄》等史料的記載，楊安妃是遼陽人，父親楊伯顏是金吾右衛指揮同知楊廣之弟。楊安妃有一弟楊福安是正六品錦衣衛百戶。永樂十二年七月初二日（1414年7月18日），楊氏出生，母親為張氏。宣德二年十一月十一日，明英宗朱祁鎮出生。宣德三年（1428年），楊氏被選入內庭，「自幼及長，克遵姆教，祗事英宗睿皇帝」。景泰三年（1452年），生崇德公主。天順元年（1457年），楊氏被剛復辟的明英宗冊封為安妃（據考證，天順元年四月十三日，冊立貴妃周氏及諸妃，明英宗派遣太平侯張軏為正使，武功伯徐有貞為副使持節行禮）。天順八年正月十六日（1464年2月22日），明英宗病重，召皇太子朱見深及太監牛玉等人到病榻前，囑咐他們說殉葬不是古禮，仁者不忍，所以眾妃不必殉葬，並且吩咐他們要挑選好地方建造陵寢，錢皇后壽終之後與他合葬，貞順懿恭惠妃劉氏的墳墓亦需遷來，以後諸妃依次祔葬。翌日，明英宗駕崩，楊安妃等明英宗遺孀開始守寡生活，不需要殉葬。成化二十二年十月十七日（1486年11月12日）卯時，楊安妃薨逝，享年七十三歲，其初喪及祭葬禮儀悉如例。明英宗的兒子明憲宗朱見深輟朝五日，具淺淡服，於奉天門視事，並且賜四字謚號「莊僖端肅」，稱楊氏為莊僖端肅安妃。同年十一月十九日，正式安葬於金山。